# Petr Navrátil
Petr Navrátil (* 26. března 1955 Slavičín) je český politik, pedagog a ředitel základní školy, v letech 2008 až 2020 zastupitel Zlínského kraje (v letech 2012 až 2016 také radní kraje), od roku 1994 zastupitel města Slavičín na Zlínsku, člen ČSSD.

## Život
V letech 1974 až 1978 vystudoval obor matematika – základy techniky na Pedagogické fakultě Ostravské univerzity. Vzdělání si v letech 1986 až 1987 rozšířil postgraduálním studiem na téže fakultě (získal titul PaedDr.). V letech 1993 až 1996 byl pak ještě studentem oboru pedagogika – management na Pedagogické fakultě Univerzity Palackého v Olomouci a mezi roky 2004 a 2005 studentem oboru školský management na Pedagogické fakultě Univerzity Karlovy v Praze. Studia na UP v Olomouci a UK v Praze úspěšně dokončil.
Od roku 1996 je ředitelem základní školy ve Slavičíně na Zlínsku (v roce 2012 byl uvolněn pro výkon veřejné funkce radního Zlínského kraje). Od roku 1998 také zastává pozici předsedy Fotbalového oddílu FC TVD Slavičín a v roce 2000 zřizoval cimbálovou muziku Slavičan. I vzhledem ke svému politickému působení byl členem dozorčí rady společnosti Služby města Slavičína (1999–2003) a členem dozorčí rady firmy BTH Slavičín (1999–2007), která nabízí komplexní služby správy bytového fondu, bytů, kotelen a dalších nebytových prostor. Od roku 2012 je členem dozorčí rady obecně prospěšné společnosti Energetická agentura Zlínského kraje.
Petr Navrátil žije ve Slavičíně na Zlínsku. Je ženatý a má dvě děti.

## Politické působení
Před rokem 1989 byl členem Komunistické strany Československa a úspěšně působil ve vedení městské organizace Socialistického svazu mládeže ve Slavičíně.[zdroj?] Je členem ČSSD. Ve straně předsedal místní organizaci ve Slavičíně (2000–2004), byl členem Okresního výkonného výboru ČSSD Zlín (2001–2005) (OVV také v letech 2003 až 2005 předsedal) a šéfoval také Krajskému výkonnému výboru ČSSD Zlínský kraj (2005–2007 a znovu 2009–2011).[zdroj?] Od roku 2005 byl několik let členem Ústředního výkonného výboru ČSSD s hlasem rozhodujícím.[zdroj?]
Do politiky vstoupil, když byl v komunálních volbách v roce 1994 zvolen jako nestraník za Českomoravskou stranu středu (ČMSS) zastupitelem města Slavičín na Zlínsku. Post zastupitele města obhájil ve volbách v roce 1998, když jako nezávislý vedl kandidátku "Sdružení ČSSD, NK". Mandát obhájil také ve volbách v roce 2002, kdy už jako člen ČSSD vedl tamní kandidátku strany. Uspěl rovněž ve volbách v letech 2006 (lídr ČSSD), 2010 a 2014. Působí jako člen Komise školské.
V krajských volbách v roce 2004 kandidoval za ČSSD do Zastupitelstva Zlínského kraje, ale neuspěl. Krajským zastupitelem se stal až po volbách v roce 2008. V letech 2008 až 2012 předsedal Výboru pro výchovu, vzdělání a zaměstnanost. Ve volbách v roce 2012 svůj mandát obhájil a dne 8. listopadu 2012 byl zvolen uvolněným radním kraje pro oblast školství, mládež a sport. Stal se také předsedou klubu krajských zastupitelů ČSSD. Po tom, co neprošla Alena Gajdůšková stranickými primárkami na pozici lídryně kandidátky ČSSD v krajských volbách v roce 2016, bylo rozhodnuto, že bude novým lídrem ve Zlínském kraji. Ve volbách se mu podařilo obhájit mandát krajského zastupitele. Skončil však ve funkci radního kraje. Ve volbách v roce 2020 mandát obhajoval, ale neuspěl.
Ve volbách do Poslanecké sněmovny PČR v roce 2002 kandidoval za ČSSD ve Zlínském kraji, ale neuspěl. Stejně tak nebyl zvolen ani ve volbách v roce 2006 a 2010.